# Sleepy Hallow
Sleepy Hallow, pseudonimo di Tegan Joshua Anthony Chambers (Giamaica, 20 dicembre 1999), è un rapper giamaicano naturalizzato statunitense.

## Biografia
Sleepy Hallow è salito alla ribalta col singolo Deep End Freestyle, primo ingresso del rapper nella Billboard Hot 100 e disco di platino, nonché estratto dal mixtape Sleepy Hallow Presents: Sleepy for President, entrato nella top 50 della Billboard 200.
Still Sleep? (2021), primo album in studio, è stato pubblicato nel giugno 2021 e ha raggiunto la 16ª posizione della classifica LP statunitense; il progetto ha prodotto la hit mondiale e multiplatino 2055, promossa da un remix con Coi Leray.
Nel settembre 2023 viene presentato il secondo LP Boy Meets World, promosso da una tournée internazionale; il disco è stato trainato da Die Young, terzo ingresso dell'interprete nella Hot 100 nazionale. A cavallo tra febbraio e marzo 2025 la traccia Anxiety, il cui ritornello è basato su un campionamento del brano omonimo di Doechii, ha scoperto viralità, comparendo in svariate classifiche nazionali.
La RIAA gli ha certificato 10,5 milioni ulteriori di unità in singoli.

## Discografia

### Album in studio
- 2021 – Still Sleep?
- 2023 – Boy Meets World
- 2024 – Read This When You Wake Up

### EP
- 2020 – The Black House

### Mixtape
- 2019 – Don't Sleep
- 2020 – Sleepy Hallow Presents: Sleepy for President

### Singoli
- 2018 – Better than Us
- 2018 – Panic, Pt. 3 (con Sheff G e Fresh G)
- 2019 – Sauce Up (con DoubleG e Sheff G)
- 2019 – 2 Fake
- 2019 – Light Work Freestyle (con Sheff G)
- 2019 – I Get Luv
- 2020 – Deep End Freestyle (con Fousheé)
- 2020 – Head Tap (con Pressa e Sheff G)
- 2020 – Tip Toe (con Sheff G)
- 2021 – 2 Sauce
- 2021 – 2055 (solo o feat. Coi Leray)
- 2021 – Overseas (con Jay Bezzy e Sheff G)
- 2022 – Die Young (feat. 347aidan)
- 2022 – 2 Mins of Pain (feat. Alborosie)
- 2022 – Marie
- 2023 – Pain Talk (con Lil Tjay)
- 2023 – Good Girls Ain't No Fun
- 2023 – GBG (feat. Marshmello)
- 2023 – For You (feat. TaTa)
- 2024 – Cupid's Guidance
- 2024 – Winners In Paris
- 2024 – Wildlife (con Scorey)
- 2024 – Yes Freestyle (feat. Sheff G)
- 2024 – Nostalgia (feat. Gray Hawken)
- 2024 – All Mine
- 2024 – Don't Sleep While It's Lit (Part 1) (con Sheff G)
- 2024 – Don't Sleep While It's Lit (Part 2) (con Sheff G)
- 2025 – Margaret